# 庄子裕衣
庄子裕衣（1983年2月19日—），是日本的女性聲優，神奈川縣出身，Amuleto所屬。

## 演出作品
※粗體字表示說明飾演的主要角色。

### 電視動畫
2006年
- Soul Link（カレン・タチバナ）
- 快樂魔法變！（日语：まもって!ロリポップ）（尼娜）

2007年
- 家庭教師ヒットマンREBORN!（塞爾貝洛、凪の母）

2011年
- BLEACH（陽介）

2013年
- 超次元游戏 海王星 THE ANIMATION（艾布斯[2]）
- 魔奇少年（仁々）

2015年
- Punch_Line（松樹）

2018年
- 命運石之門0（岡部朱美）

### 遊戲
2006年
- Soul Link（卡伦·橘）
- 纯爱咖啡厅（川端瑞奈）
- REC（远藤红叶）

2012年
- 神次元戰記 戰機少女V（阿布奈丝）

2020年
- 原神（「女士」La Signora）

2022年
- 原神（水夜叉）

2023年
- 緋染天空 Heaven Burns Red（習志野ドーム住人）

## 外部連結
- 事務所介紹 （页面存档备份，存于）